# 藤井氏 (連)
藤井氏（ふじいし）は、日本の氏族。葛井氏とも記す。

## 概要
百済系の渡来人である白猪胆津の子孫・白猪広成が養老4年（720年）に葛井連を賜ったのが始まりで、広成や葛井諸会、葛井大成の詠んだ詩歌は『万葉集』や『経国集』に選ばれている。大阪府藤井寺市の葛井寺は葛井氏の氏寺。
江戸時代には葛井氏の末裔を称した一族が複数存在して、使部の大崎氏・小田氏・安田氏と衛士の藤井氏（重氏）で、大舎人を代々務めた永井氏の祖も藤井康則とされる。
鹿児島県肝付町波見の重氏は系図によると「天楼津大来尊」（ 天槵津大来目か）が氏神の藤井姓で、本国は山城国平安京京都であり、従五位下掃部頭・重重二の子の従五位下掃部頭・重重宗が永禄2年（1559年）11月5日に下向したという。